# Ульяник, Мария Ивановна
Мария Ивановна Ульяник (3 августа 1931 — 6 марта 2015) — доярка совхоза «Пролетарская воля» Предгорного района Ставропольского края. Герой Социалистического Труда (1966).

## Биография
Мария Ульяник родилась 3 августа 1931 года в селе Новоселицкое (ныне — Новоселицкий район Ставропольского края).
В 1937 году вместе с родителями переехала в село Юца Предгорного района, где родители вступили в колхоз «Пролетарская воля». Мама работала дояркой, и дочь в 12 лет тоже стала трудиться в колхозе. В Великую Отечественную войну трудилась в колхозе в полеводческой бригаде вплоть до оккупации Ставрополья.
С августа 1942 по январь 1943 года, когда враг пришёл на Северный Кавказ, колхозный скот стали уводить в горы. Скотину удалось сберечь. Когда врага прогнали, стадо вернулось, тогда-то её помощь и потребовалась вновь. В 14 лет Марию перевели в доярки и доверили девочке дюжину коров. В 1951 году она была уже настоящей дояркой.
Работала добросовестно, слушала старших, стремилась повышать свои знания, старалась в совершенстве овладеть своей профессией, перенимала передовой опыт, активно участвовала в социалистическом соревновании, старалась добиваться лучших результатов. Вскоре она стала участницей клуба четырёхтысячниц, а с 1963 года мастером машинного доения. В 1965 году ей было присвоено звание «Лучшая доярка Ставрополья». И это звание неоднократно присваивалось и в последующие годы.
Указом Президиума Верховного Совета СССР от 22 марта 1966 года за «достигнутые успехи в развитии животноводства, увеличении производства и заготовок мяса, молока, яиц, шерсти и другой продукции» Мария Ульяник была удостоена высокого звания Героя Социалистического Труда с вручением ордена Ленина и медали «Серп и Молот».
Дояркой в колхозе «Пролетарская воля» М. И. Ульяник проработала 33 года. Одновременно со своей трудовой деятельностью она вела большую общественную работу в качестве депутата местного сельсовета. А в 1971, 1976, 1978, 1981 и в 1984 годах в качестве члена Предгорного райкома и Ставропольского крайкома КПСС. Была делегатом XXV съезда КПСС.
Жила и работала в селе Юца. В 1985 году переехала посёлок Пятигорский к дочери, а в 1986 году вышла на заслуженных отдых. Общий трудовой стаж составил 43 года.
Жила в посёлке Пятигорский Предгорного района Ставропольского края.
Умерла 6 марта 2015 года, похоронена в Ставропольском крае.

## Награды
- Золотая медаль «Серп и Молот» (22.03.1966);
- орден Ленина (22.03.1966)
- орден Ленина (10.03.1976)
- Медаль «В ознаменование 100-летия со дня рождения Владимира Ильича Ленина»
- Медаль «За доблестный труд в Великой Отечественной войне 1941—1945 гг.»
- Медаль «Ветеран труда»
- 6 медалями Выставки достижений народного хозяйства
- и другими

- Отмечена грамотами и дипломами.